# Маргарита Степаненко
Маргарита Азізова (Степаненко; азерб. Marqarita Əzizova, 25 квітня 1993, Луганськ) — азербайджанська (раніше — українська) волейболістка, нападник. Кандидат у майстри спорту.
Кар'єра: «Іскра» (м. Луганськ), «Кряж-Медуніверситет» (м. Вінниця).
Після переїзду в азербайджанський клуб отримала місцеве громадянство та стала виступати за збірну Азербайджану.

## Клуби
| Роки      | Команди                         |
| --------- | ------------------------------- |
|           | «Іскра» (Луганськ)              |
|           | «Кряж-Медуніверситет» (Вінниця) |
| 2012—2015 | «Рабіта» (Баку)                 |
| 2015—2017 | «Телеком» (Баку)                |
| 2017—2018 | «Бешикташ» (Стамбул)            |
| 2018—2019 | ПТПС (Піла)                     |
| 2019—2020 | «Радомка» (Радом)               |
| 2020—2021 | «Мінчанка» (Мінськ)             |
| 2021—2022 | «Панатінаїкос» (Афіни)          |
| 2022—2023 | «Прометей» (Кам'янське)         |
| 2022—2023 | «Азеррейл» (Баку)               |
| 2022—2023 | «Радомка» (Радом)               |
| 2023—2024 | «Бекешчаба»                     |
| 2024—     | «Маккабі» (Ашдод)               |

## Статистика
Статистика виступів в єврокубках:
| Сезон   | Клуб                   | Турнір         | Ігри | Сети | Очки | Ср.  | Примітки |
| ------- | ---------------------- | -------------- | ---- | ---- | ---- | ---- | -------- |
| 2015/16 | «Телеком» (Баку)       | Ліга чемпіонів | 5    | 8    | 12   | 1,5  |          |
| 2016/17 | «Телеком» (Баку)       | Ліга чемпіонів | 6    | 20   | 53   | 2,65 |          |
| 2020/21 | «Мінчанка» (Мінськ)    | Ліга чемпіонів |      |      |      |      |          |
| 2020/21 | «Мінчанка» (Мінськ)    | Кубок ЄКВ      | 1    | 5    | 21   | 4,2  |          |
| 2021/22 | «Панатінаїкос» (Афіни) | Кубок виклику  | 4    | 14   | 63   | 4,5  |          |
| 2022/23 | «Азеррейл» (Баку)      | Кубок виклику  | 2    | 7    | 21   | 3    |          |
| 2023/24 | «Бекешчаба»            | Кубок ЄКВ      | 2    | 7    | 14   | 2    |          |